# Trichogramma atropos
Trichogramma atropos är en stekelart som beskrevs av Pinto 1992. Trichogramma atropos ingår i släktet Trichogramma och familjen hårstrimsteklar. Inga underarter finns listade i Catalogue of Life.